# Biên giới Ba Lan–Belarus

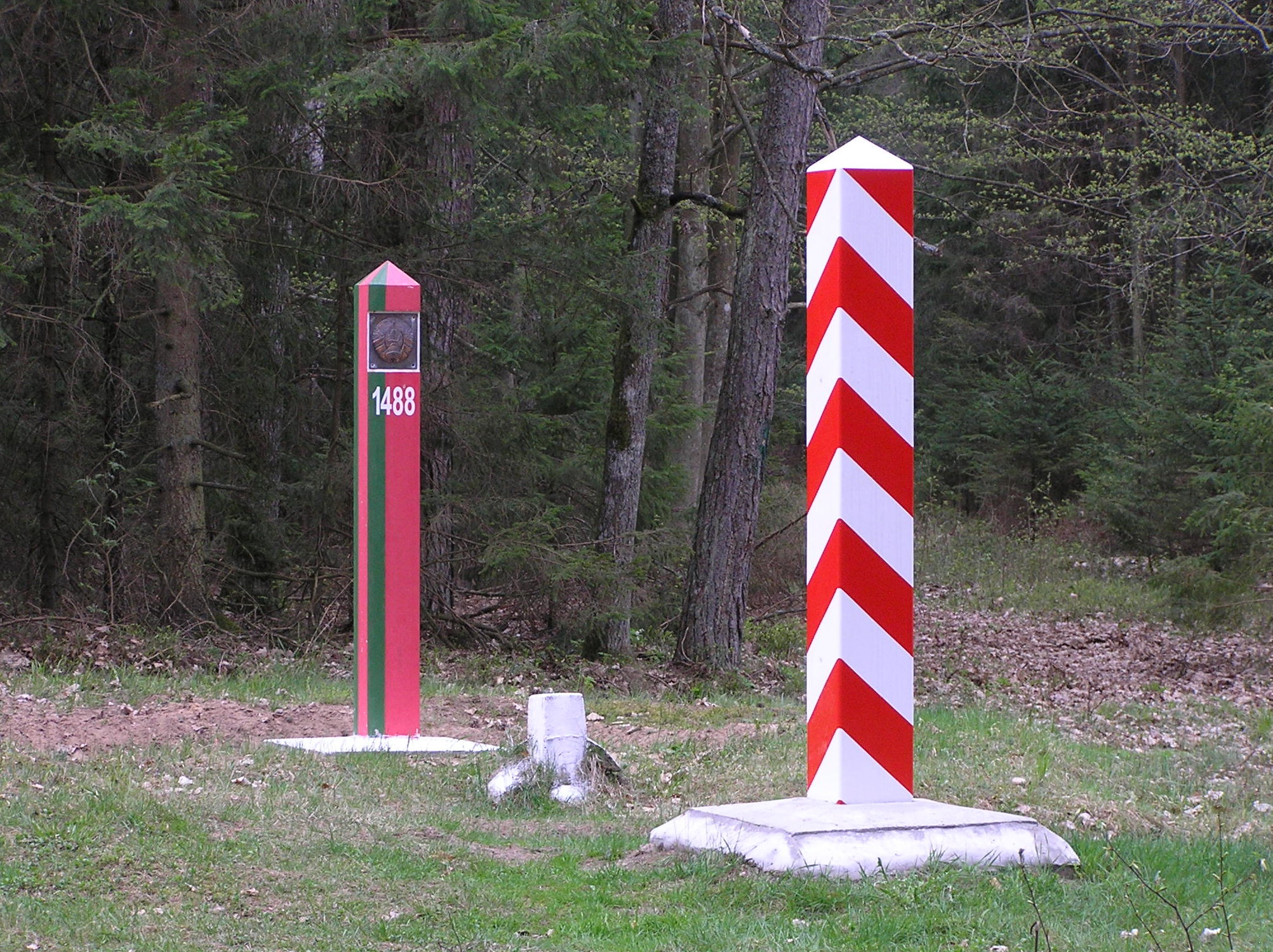
Biên giới cực

Biên giới Ba Lan, với biên giới Ba Lan-Bêlarus được đánh dấu màu cam

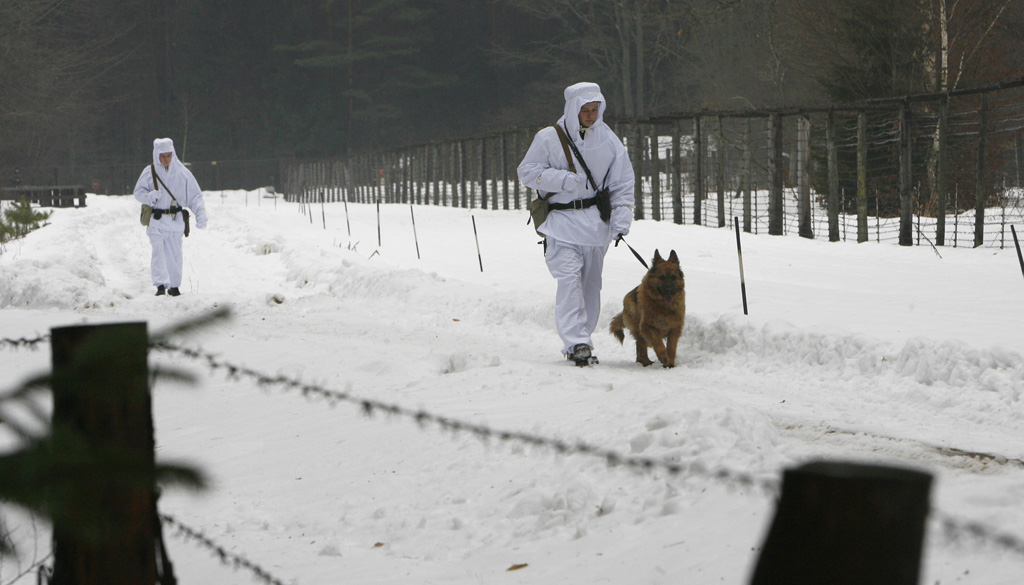
Bộ đội Biên phòng Bêlarut tuần tra hàng rào biên giới

Biên giới Ba Lan-Belarus là biên giới quốc gia giữa Cộng hòa Ba Lan (thành viên EU) và Cộng hòa Bêlarus (Liên bang Quốc gia). Nó có tổng chiều dài 398,6 km (247,7 mi), 418 km (260 mi) hoặc 416 km (258 mi) (nguồn khác nhau). Nó bắt đầu từ ngã ba đường biên giới với Litva ở phía bắc và kéo dài đến ngã ba đường biên giới với Ukraine ở phía nam. Nó cũng là một phần của biên giới EU với Belarus.

## Lịch sử
Sau khi Liên Xô xâm chiếm Ba Lan vào tháng 9 năm 1939, khu vực Tây Belarus đã được sáp nhập vào Cộng hòa xã hội chủ nghĩa Xô viết Byelorussian. Năm Voblasts mới đã được tạo ra: Baranavichy, Belostok, Brest, Pinsk và Vialejka. Theo Thỏa thuận Biên giới giữa Ba Lan và Liên Xô ngày 16 tháng 8 năm 1945, 17 quận Belastok Voblast của BSSR bao gồm thành phố Białystok và 3 quận của Brest Voblast, nơi một số lượng đáng kể người Ba Lan đang sinh sống, đã được chuyển đến Ba Lan.
Năm 1946, trong quá trình sàng lọc của biên giới quốc gia giữa Liên Xô và Ba Lan, các làng Klimówka, Minkowce, Nomiki, Taki, Tołcze, Szymaki của Quận Hrodna và các làng Todorkowce và Chworosciany của huyện Sapotskin được chuyển đến Cộng hòa nhân dân Ba Lan. Sau đó, và cho đến bây giờ, biên giới giữa Ba Lan và Belarus chưa bao giờ thay đổi.
Các con sông biên giới (từ Bắc đến Nam) là Czarna Hańcza, Wolkuszanka, Swislocz, Narew và Western Bug.

## Đường biên giới
|      | Khu vực                       | Loại phương tiện      |
| 1    | Brest - Terespol              | Xe lửa                |
| 2    | Hrodna - Kuźnica Białostocka  | Xe lửa                |
| 3    | Wysokie Litewskie - Czeremcha | Xe lửa                |
| 4    | Swislocz - Siemianówka        | Xe lửa                |
| 5    | Berestovica - Bobrovniki      | đường                 |
| 6    | Brest - Terespol              | đường                 |
| 7    | Bruzgi - Kuźnica Białostocka  | đường                 |
| số 8 | Damachava - Sławycze          | đường                 |
| 9    | Kazlovichy - Kukuryki         | đường                 |
| 10   | Peschatka - Połowce           | đường                 |
| 11   | Haurylin - Meykshany          | điểm qua đơn giản hóa |
| 12   | Liasnaia - Rudavka            | điểm qua đơn giản hóa |
| 13   | Perarou - Białowieża          | điểm qua đơn giản hóa |